# 振替輸送
振替輸送（ふりかえゆそう）とは、交通機関が不通もしくは減便になった場合に行われる利用者補償措置の一つ。特定の交通機関の不通区間を含む乗車券を持つ乗客が、一定の条件の元で、他の交通事業者の交通機関を運賃を支払うことなく迂回利用できる制度である。

## 日本の鉄道の振替輸送
振替輸送は特に鉄道にて実施されることが多い。大都市近郊など列車密度の高い鉄道路線では、完全に不通になった場合だけでなく、列車が大幅に遅延・減便された場合にも振替輸送が実施される。本数の少ない列車に利用客が殺到することや、利用客が駅構内や周辺に滞留し、危険な状態になることを防ぐ目的がある。
列車密度の低い地域では、振替輸送を行う代替交通機関が存在しない場合もあり、バスやタクシーによる振替輸送（後述）で対応されることもある。
なお本項では、本来の振替輸送のほか、同一事業者内での他経路乗車（「迂回乗車」）についても記述する。
終戦直後には、振替輸送が行われずに徒歩での移動を余儀なくされた例もあるほか、1950年（昭和25年）7月13日に飯田線下川合駅 - 中部天竜駅間が土砂崩れのため不通になったケースでは、トラックで振替輸送が行われた。

### 規則上の規定
JRでは、JR線の不通区間を他のJR線を使って迂回する扱いを旅客営業規則の「第7章 乗車変更等の取扱い／第3節 旅客の特殊取扱／第5款 運行不能及び遅延」（第282条及び285条）に「他経路乗車」として定めている。一方、他の事業者との連絡運輸の取扱いを定めた「旅客連絡運輸規則」ではこの定めを準用しており、これが振替乗車の根拠となっている。「振替輸送」という用語は連絡運輸の実際の取扱いについて規定する「旅客連絡運輸取扱細則」の中で「連絡会社線に関係する他経路乗車の取扱い」のうち「振替乗車票を発行して」これに当たるものを示す単語として登場し（第42条）、取扱い範囲を事前に協議して定めることや、振替乗車票の様式・発行方法などの扱いについても併せて定めている。他の交通機関の事業者でもこれらに準じた約款の中で振替輸送を規定している。
振替乗車そのものが連絡運輸の一部として定められていることもあり、たとえ近隣に代用可能な交通機関があっても、その事業者との間に連絡運輸の契約がない場合、振替輸送の対象とはならない（「代行輸送」の対象になることはある）。
なお、「振替輸送」という用語は旅客営業規則には登場しないが、他経路乗車を認める場合に発行する「振替票」及びその券面の「他経路振替乗車票」に間接的に現われる。ただし、各会社線内で完結する他経路乗車は単に「迂回乗車」と呼ばれることが多く、一般に「振替乗車」という用語は、他の会社線に跨る他経路乗車に対して用いられる。

### 振替輸送が実施される事象
ダイヤに乱れが生じた際、振替輸送が行われる場合が多い。下記はその一例である。
事象にかかわらず、長期運休の場合は振替輸送に特別な扱いがなされる場合がある。

#### 外部要因によるもの
列車事故
近年では人身事故（飛び込み、踏切障害）や踏切事故（通行者との衝突）による一時不通（輸送障害）が多い。
稀に脱線事故などによる一時不通もある。
輸送障害
高架橋（ガード）に自動車が衝突したり、誤って障害物が線路をふさいでしまったことによるもの。
列車妨害
故意による線路上への障害物設置・立ち入りなどや、その撤去・安全確認のための遅延および運休。
自然災害
台風や集中豪雨・落雷・風雪・強風・地震・落石・土砂崩れ・倒木などによる不通・徐行運転。
この場合、振替輸送の対象となる事業者も同じ理由で逆方向の振替輸送を実施している場合があるため注意が必要。

#### 設備故障によるもの
車両故障
車両の故障・不具合によるもの。
線路設備の故障
信号機やポイント、変電所などの異常・故障による大幅遅延または運転休止。

#### 計画的なもの
路線の工事
駅の大規模な改良工事や、高架化工事に伴う線路の切り替えなど、旅客営業終了（終電）から翌日の運行開始（初電）までの時間では工期が足りない場合や、朝ラッシュ終了後から夕刻時の日中に列車を運休して保線作業を行う「リフレッシュ工事」などの運休。
事故や災害・設備の故障と異なり、前もって工事の日時が決められていることから、路線によっては他社への振替輸送や代行バス以外に、自社内の迂回乗車や折り返し（重複区間）乗車を認めるなど扱いが異なる場合がある。
例としては2007年1月14日と2008年5月18日の始発から13:00頃の間、浦和駅高架化工事による京浜東北線の南浦和 - 北浦和間の運休について運休区間への経路に代行バスや迂回経路のほか、赤羽駅やさいたま新都心駅からの折り返し乗車も案内している。
不発弾の撤去
線路沿線で不発弾が発見された場合、その撤去時間帯における安全を確保するための運休。

### 振替輸送の扱い
上記の通り、振替輸送は「他経路乗車」の一形態である。これは、既に運送契約を締結した（「乗車券の購入」がこれにあたる）旅客に対し、その運送契約を契約条件（輸送の区間など）に従って完遂するための代替措置であり、これを受けるにあたっては事前に有効な乗車券を所持していることが原則となる（このことはIC乗車券など事前に運送契約が確定していない形態の乗車券で問題となる）。具体的には、以下のような取扱いとなる。なお、いずれの場合も振替乗車中の途中下車はできない（乗車変更として扱われる）。

#### 普通乗車券・回数券の場合
以下の2つの取扱いがある。
1. 他経路乗車で利用する連絡会社線への接続駅までのどこかの時点で旅客の所持する乗車券を回収し、着地までの特別補充券を発行する。
2. 旅客が所持する乗車券を確認し、振替乗車票を発行する。振替輸送終了時（終了駅）にて振替乗車票と乗車券を回収する。ただし、旅客の迂回乗車経路が連絡会社線を経由したあと再び元の会社線に戻り、さらにその先まで有効な乗車券を所持している場合、回収は行なわない。なお、振替乗車票の発行は、対象となる乗車券1枚につき1枚限り。

1. は狭義の振替輸送の扱いではなく、迂回乗車の一形態となる。
本来 2. の扱いは「旅客が多数のため 1. の扱いができない場合」の特殊取扱いとして定められているものだが、都市部などではこちらの扱いが一般的である。また、本来の規定では事前に振替輸送の対象となる交通機関（複数の事業者を経由する場合は最初に通過するもの）から交付された振替乗車票を旅客に発行することと定められているが、煩瑣となるため会社規模で無票扱い・代理発行をすることも多い。
なお、一日乗車券や周遊きっぷなどの一部の特別企画乗車券（回数券と類似したものやフリーきっぷなど）においても振替輸送の対象となるものがあるが、株主乗車券は対象外が多い。

#### 定期券の場合
普通乗車券の場合と同じ。ただし、期間内であれば回数に制限なく乗車可能であるという定期乗車券の特性上、乗車券の回収は行わない。接続駅が定期券の区間外となる場合、区間の終端となる駅までの運賃は自己負担となる。福祉乗車証や株主乗車証、職務乗車証、議員パスは振替乗車の対象外となっている事が多い。

#### 磁気式プリペイドカードの場合

##### パスネット
パスネットは振替輸送の対象となり、次の要領で取り扱う。
- 乗車　改札入場後のパスネット・カードを係員に提示し、所定の振替乗車票を受け取り後当該振替区間に乗車する。この際、振替経路中は目的地の駅まで自動改札機を利用せず、有人改札を通る。
- 下車　目的地の駅で振替乗車票と引き換えに証明書が発行されるため、後刻の乗車時等にこの証明書を提示し、最寄り駅で支障運送機関に係る支障なき場合の経路の運賃精算を受ける。

参考:小田急電鉄「振替輸送に関するQ&A」

#### ICカードの場合
ICカードの特性上、振替輸送の扱いは旅客営業規則とは別に定められている。

##### Suica
SuicaはJR東日本のICカード乗車券等取扱規則にて、振替輸送の扱いが定められている（PASMOもSuicaとの相互利用を意識して近い扱いになっているため参考のこと）。要点は以下のとおり。
定期券の券面表示区間内での乗車
振替輸送を受けることができる。従来の定期券と同じ取り扱いである。ただ、入場時にセンサーに読ませ、定期券の区間外の連絡駅で他社への振替乗車票の発行を受け、他社線内の駅で出場した場合には次回の乗車時にエラーとなって利用できなくなるため、エラー処理を受ける必要がある。
SF機能での乗車
振替輸送を受けることができない。入場時点では着駅が決まらないため、区間変更前の普通乗車券と同じ取り扱いとなる。なぜならICカードの特性上、入場時にタッチしただけではチャージされている金額は引かれておらず、出場時になって初めて精算されるため（つまり後払い）。なお、出発駅までの無賃送還、旅行中止または発駅から途中駅までの送還（発駅から出場する駅までの運賃を精算）を受けることは出来る。
SF機能を相互利用先で利用して乗車
相互利用先の各社局の規約に従う。

##### ICOCA
ICOCAはJR西日本のICカード乗車券取扱約款にて、振替輸送の扱いが定められている。要点は以下のとおり。
定期券の券面表示区間内での乗車
振替輸送を受けることができる。従来の定期券と同じ取り扱いである。通常通り自動改札機で出場（一部の駅では係員改札を通る場合あり）。振替先各社局の駅でICOCA定期券を提示、有人改札を通り当該振替区間に乗車する。なお、2019年3月15日までは所定の振替乗車票を受け取る必要があった。
SF機能での乗車
振替輸送を受けることができない。入場時点では着駅が決まらないためである。2019年3月15日までは、所定の振替乗車票を受け取ることで振替輸送を受けることが出来た。この扱いはICOCAの他、Suica（モバイルSuica除く）、PiTaPaなど相互利用のICカードを使用している場合も同等に扱われた。通常通り自動改札機で出場（一部の駅では係員改札を通る場合あり）後、ICカード利用証明書を受け取る。振替先各社局の駅でICカードとICカード利用証明書を提示、所定の振替乗車票を受け取り、有人改札を通り当該振替区間に乗車する。なお、後日JRの駅窓口でICカードと振替乗車票（お客様用控え）とともに提示し、処理を受ける必要があった。
SF機能を相互利用先で利用して乗車
相互利用先の各社局の規約に従う。

##### PiTaPa
PiTaPaの振替輸送の扱いはPiTaPaが使用可能な各社局の約款による。スルッとKANSAIの見解から要点をまとめると以下のとおりである。
定期券の券面表示区間内での乗車
振替輸送を受けることができる。従来の定期券と同じ取り扱いである。通常通り自動改札機で出場（一部の駅では係員改札を通る場合あり）。振替先各社局の駅でPiTaPa定期券を提示、有人改札を通り当該振替区間に乗車する。なお、2019年3月15日までは所定の振替乗車票を受け取る必要があった（バスなどとの振替輸送については、2019年3月16日以降も振替乗車票を配布、近畿日本鉄道の東海エリアでの振替輸送も2021年1月31日までは振替乗車票を配布していた）。
ポストペイ機能での乗車（マイスタイル・区間指定割引も含む）
振替輸送を受けることができない。
2019年3月15日までは、乗車中に運行不能となった場合に限り、振替輸送の取扱いを行う場合があった。
上記に起因して、｢区間指定割引｣等のポストペイ交通割引サービスを受けることができない場合があった。
SF機能での乗車（例：JR西日本エリアの利用）
各社局の約款による。JR西日本エリアの場合は2019年3月15日まではICOCAと同等に振替輸送が受けられた。

##### TOICA
TOICAはJR東海のICカード乗車券運送約款にて、振替輸送の扱いが定められている。
TOICA定期券の定期券区間内の乗車の場合、他社線への振り替え輸送が可能。TOICA定期券の区間外および通常のTOICAにおいては他社線への振り替え輸送の取り扱いはしない。この際、出発駅まで無償送還の取り扱いを受けることはできるが、途中駅で旅行中止の場合は、当該出発駅から旅行中止駅までの運賃がTOICAから精算される。2012年4月よりmanacaとの相互利用が行われているが、manacaを利用した場合もTOICAと同様の扱いとなる。

##### Kitaca
Kitacaの場合、Kitaca定期券は代替輸送（後述）の対象となり、記名・無記名Kitacaは対象外となる（Kitaca定期券で定期券区間外を利用する場合は対象外となり実際に乗車した区間の運賃が精算される）。

##### SUGOCA
JR九州は他社交通機関との間に振替輸送契約を締結していないため、振替輸送自体が存在しない。
例えば、鹿児島本線が不通で、代わりに並行する西日本鉄道（西鉄）の路線を利用しても、通常通り利用した区間の普通運賃が精算される。nimoca、はやかけんでも同様の取り扱いとなる。

##### PASPY
PASPYの「ICカード乗車券取扱規則」では、振替輸送の扱いは明記されなかった。
PASPY取扱事業者のうち広島高速交通は、2016年3月より、振替輸送についての約款を各駅にて掲示している。
定期券の券面表示区間内での乗車
振替輸送を受けることができる。従来の磁気定期券についても同じ取り扱いである。
SF機能での乗車
電車が運行不能となる前に自動改札機を入場していた場合、振替輸送を受けることができる。

### 振替輸送を受ける方法

#### 大都市近郊の短距離利用の場合

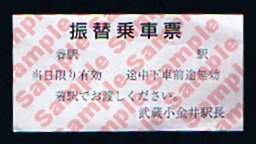
振替乗車票

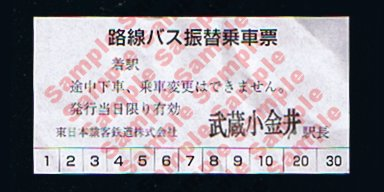
路線バス振替乗車票

前述の通り、乗車券（定期券）の券面表示区間内の駅にて、駅係員に迂回経路を告げると振替乗車票が交付される。迂回経路として利用する交通機関の改札の係員に乗車券（定期券）とともに振替乗車票を見せることで、迂回経路を運賃の支払い無しで利用することができる。また、近隣の交通機関の駅に向かうための路線バス振替乗車票が交付される場合もある。路線バス振替乗車票は振替乗車票と同様に、バスの係員に乗車券（定期券）とともに提示する。路線バス振替乗車票も振替乗車票と同様に使用は1回限りである。
なお、振替乗車票を持たない場合は振替輸送を受けることができない。日常発生する交通機関の乱れでは、現場の判断で乗車票を持たずに振替輸送を受けられることもあるが、正式な方法ではない。ただし、交通機関が長時間運休する場合に交通機関を運営する会社間で協定が結ばれた場合はこの限りではない。例えば、高架化工事などによる線路の切り替え作業や、日中に行われるリフレッシュ工事（保線作業）などで、JRの乗車券で並行する他社私鉄や地下鉄などへの乗車を可能にする場合がある。
2012年10月1日から、首都圏の鉄道会社においては、一定の条件（あらかじめ不通区間の乗車券・定期券・回数券を所持している等）を満たす場合に限り、振替乗車票がなくても振替輸送が利用できるようになった。（Suica・PASMOなどICカードのSF利用を除く）

#### JR北海道の場合
JR北海道と札幌市営地下鉄では事業者間で連絡運輸を実施していないため、「代替輸送」と呼ばれている。JR社線で悪天候や施設トラブルなどで2時間以上運転を見合わせることが見込まれる際に、運転見合わせ区間のJR乗車券や定期券を所持している乗客に対して指定の札幌市営地下鉄駅からの地下鉄乗車券が配布される。
対象となるJRの駅と乗車できる地下鉄の駅が限定されている（手稲・発寒→宮の沢、発寒中央→発寒南、(JR)琴似→(地)琴似、札幌→さっぽろ、新琴似→麻生、新札幌→新さっぽろ）。なお、札幌駅と新札幌駅以外は各駅間が直結していないが駅間の交通手段は提供されない。

#### 長距離利用の場合
本節振替輸送ではなく、一般的な他経路乗車（迂回乗車）についての解説である。
JRグループでは乗っていた列車が途中で運転を打ち切られた場合、他のJR線を経由して旅行を継続できる救済制度が設定されている。乗っていた列車が特急や急行だった場合、後続の同種の列車に乗車できるほか、迂回乗車中も可能な限り元の列車と同じ種別・設備を利用することができる（乗車後であれば「急乗承」、指定列車乗車前であれば「事故列変」と俗に呼ばれる扱いとなる）。区間や状況によっては追加料金無しで新幹線を利用することができる場合もある。この場合、車掌や駅員に利用可能な迂回経路や列車を確認し、乗車券や特急券・急行券に証明を受ける必要がある。
寝台特急の場合は、例えばサンライズ出雲・サンライズ瀬戸の運行を途中駅で打ち切りになった場合は岡山駅〜東京駅間の特急料金とのぞみの指定席料金の差額分が返金される。
乗車中、目的地までの区間に災害や事故が発生し、復旧が長引くと判断された場合は、旅行を中止して無料で出発駅に戻ることのできる制度もある（無賃送還）。この場合、使用中の乗車券や特急券・急行券は出発駅で無手数料で全額払い戻しを受けられる。この場合、乗車券については、途中下車等ある場合には全額の払い戻しにならず、使用が完了している料金券については、払い戻しの対象にならない（ただし、送還の際に同級の車両に乗車できる）。
また、不通区間を含む乗車券で、不通区間をJR旅客鉄道以外の交通手段で移動する場合（当該区間の運賃等は別途負担）は、事前に申し出て不乗証明書の交付を受けることで、旅行後に不乗区間の運賃の払い戻しを受けられる。

## 日本の航空機の振替輸送
航空機が欠航した場合に、機材故障など航空会社の責に帰するときは自社便の他、他航空会社や鉄道・バスなどの定期交通機関への振替が認められる。ただし、格安航空会社においては他社便への振替輸送を実施していない場合が多い。自然災害（台風、降雪）など航空会社の責を問えないときは自社便への振替が認められる。原則として他社航空便や鉄道・バスなどの定期交通機関への振替は認められないが、無手数料での払い戻しの上、乗客が自分で他社・他交通機関への変更を行うことは妨げられない。

## 日本のタクシーによる代行輸送
各交通機関の営業終了直前に振替輸送が必要な事象が発生した場合、短距離であればタクシーによる代行輸送を行うことがある。ただし、これはあくまでも交通機関がサービスとして行うものであり、規則や法律上の規定があるわけではない。タクシー振替輸送用の乗車証は用意されていないことが多いため、駅に後日領収証を提出して精算となることがある。駅に取り残された客が多い場合はタクシーに相乗りして目的地に向かえるように駅係員が手配する場合もある。
長距離の場合は振替輸送することが困難なため、プラットホームに留置した列車を仮眠所として開放する場合がある（列車ホテルを参照）。特に新幹線や代替路線のない長距離列車の運休・遅延時に見られる対応である。